# Tekniska samfundet i Göteborg
Tekniska samfundet i Göteborg var en förening i Göteborg, grundad 1882, som inledningsvis fokuserade på att underhålla och utveckla intresset för byggnadskonstens olika grenar, men som idag verkar för att höja teknikkunnandet i samhället och öka barn och ungas intresse för teknik och hållbara lösningar.
Föreningen avvecklades under 2023.

## Historia
Idén till föreningen kom från redaktören Mauritz Rubenson vid Göteborgs handels- och sjöfartstidning och det stiftande mötet hölls 12 oktober 1882 på Slöjdförenings skola, då lektorn vid Chalmerska institutet, fil. dr Richard Ekstrand bjudit in arkitekterna Bror Viktor Adler, Carl Fahlström och Hans Hedlund, journalisten Mauritz Rubenson, ingenjören Fritz Pegelow och byggmästaren Frans Oscar Peterson. Till styrelsen tillkom senare även ingenjören Knut Ljungman.
Utöver styrelsen bjöd man inledningsvis in 26 till föreningen: skeppsbyggmästare Albert Andersson, ingenjörerna Anders Atterberg, W. Barth, C. U. Berzelius, J. A. Brudin, F. G. Ekman, Herman von Gegerfelt, Dan. Norrman, Oscar Nyströmer, Philip Rapp, J. G. Richert, C. S. Tegnander, Ernst Wendel och Ludvig Simon, arkitekterna och byggmästarna A. W. Belfrage, A. Forshell, W. Franck, E. Fröberg, Georg Krüger, Ernst Krüger, Adrian Petterson och C. G. Rapp, disponenten George Douglas Kennedy, boktryckaren Torsten Hedlund, rådman Jon Siljeström samt journalisten och fotografen Aron Jonason.